# راسکوو (نبراسکا)
راسکوو(به انگلیسی: Roscoe) شهری در ایالت نبراسکا کشور ایالات متحده آمریکا است که جمعیت آن در سرشماری سال ۲۰۱۰ میلادی، ۶۳ نفر بوده‌است.